# トマス・バーミンガム (初代ラウス伯爵)
初代ラウス伯爵トマス・バーミンガム（英語: Thomas Bermingham, 1st Earl of Louth PC (Ire)、1717年11月16日 – 1799年1月11日）は、アイルランド王国の貴族、政治家。

## 生涯
第14代アセンリー男爵フランシス・バーミンガムと1人目の妻メアリー・ニュージェント（Mary Nugent、1694年 – 1725年7月、第4代ウェストミーズ伯爵トマス・ニュージェントの娘）の息子として、1717年11月16日に生まれた。
1745年から1750年までゴールウェイ・カウンティ選挙区の代表としてアイルランド庶民院議員を務めた。
1750年3月5日に父が死去すると、アセンリー男爵位を継承、19日にアイルランド貴族院議員に就任した。1759年4月23日にアイルランド貴族であるラウス県におけるラウス伯爵に叙され、11月23日にラウス伯爵としてアイルランド貴族院議員に就任した。また、アイルランド枢密院の枢密顧問官を務めていたが、アイルランド総督の第4代タウンゼンド子爵ジョージ・タウンゼンド（在任：1767年 – 1772年）により除名された。
1799年1月11日にゴールウェイ県バーミンガムの自宅で死去した。これによりラウス伯爵位は廃絶、アセンリー男爵位は休止となった。娘エリザベスの息子トマス・バーミンガム・デイリー・ヘンリー・セウェル（Thomas Bermingham Daly Henry Sewell）が爵位継承を求める請願を行ったが、承認には至らなかった。

## 家族
1745年11月にジェーン・ビンガム（Jane Bingham、第5代準男爵ジョン・ビンガムの娘）と結婚したが、ジェーンは翌1746年9月11日に死去した。その後、1750年1月10日にマーガレット・デイリー（Margaret Daly、1793年までに没、ピーター・デイリーの娘）と再婚、3女をもうけた。
- エリザベス（1838年没） - トマス・ベイリー・ヒース・セウェル（Thomas Baily Heath Sewell）と結婚。1779年6月19日、フランシス・ダッフィールド（Francis Duffield、1793年5月以降没）と再婚、子供あり。その後、ジョセフ・ラッセル（Joseph Russell）と再婚[1]
- メアリー（1752年10月26日 – 1793年7月24日） - 1777年6月1日、セント・ローレンス子爵ウィリアム・セント・ローレンス（後の第2代ハウス伯爵）と結婚、4女をもうけた[3]
- ルイーザ・キャサリン・メライー（1764年7月20日 – 1827年5月28日） - 1784年8月18日、初代ウォールズコート男爵ジョセフ・ブレイク（1765年 – 1803年）と結婚[4]。1804年4月21日、ジェームズ・デイリー（James Daly）と再婚[1]